# Distretto di Wurduj
Il distretto di Wurduj è una distretto dell'Afghanistan appartenente alla provincia di Badakhshan. Viene stimata una popolazione di 11 099 abitanti (stima 2016-17).